# Fiderd Vis
Fiderd Vis (Aruba, 29 maart 1981) is een Arubaans judoka. Hij nam eenmaal deel aan de Olympische Spelen, maar won hierbij geen medaille.
Tijdens het Panamerican Judo Circuit Championships in de Dominicaanse Republiek in juli 2007 won hij brons. Als gevolg van deze prestatie kreeg hij een 'wild card' voor deelname aan de Pan American Games later dat jaar in Rio de Janeiro (Brazilië) voor het judo-onderdeel tot 81 kg.
Vis vormde samen met de zwemmer Jan Roodzant het Arubaans Olympisch team voor de Olympische Zomerspelen van 2008 in Peking (China) waar Vis de vlaggendrager voor zijn land was. In Peking kwam hij uit in de gewichtsklasse tot 81 kg waar hij in zijn eerste wedstrijd verloor van de Chinese judoka Guo Lei.